# Pilar Fernández de la Mora
Pilar Fernández de la Mora (* 26. März 1867 in Sevilla; † 15. August 1929 in Madrid) war eine spanische Pianistin und Musikpädagogin.
Fernández de la Mora hatte den ersten Musikunterricht bei Oscar de la Cinna. Sie debütierte als Pianisten siebenjährig im Theater von Cádiz und unternahm dann eine Konzerttournee durch Andalusien. In Madrid setzte sie ihre Ausbildung bei Juan María Guelbenzu fort und lernte dort Anton Rubinstein kennen. Dieser empfahl sie Ambroise Thomas am Pariser Konservatorium, wo sie dann die Klavierklasse von Louise Aglaé Massart besuchte. Bei gelegentlichen Besuchen in Paris gab ihr auch Rubinstein selbst Unterricht.
Nach dem erfolgreichen Abschluss unterrichtete sie selbst am Pariser Konservatorium und gab zahlreiche Konzerte in Paris und London (u. a. mit Pablo de Sarasate). Ihre Ausbildung vervollkommnete sie bei Teresa Carreño in Deutschland und dann bei Francis Planté. Später wurde sie Professorin für Klavier am Konservatorium von Madrid. Musiker wie Elisa Tovara, José Cubiles und Lucas Moreno zählten zu ihren Schülern.

## Quelle
- Enciclopedia universal ilustrada europeo-americana: etimologías sánscrito, hebreo, griego, latín, árabe, lenguas indígenas americanas, etc. : versiones de la mayoría de las voces en francés, italiano, inglés, alemán, portugués, catalán, esperanto, Band 23, J. Espasa, 1924, S. 789

| Personendaten    | Personendaten                          |
| ---------------- | -------------------------------------- |
| NAME             | Fernández de la Mora, Pilar            |
| KURZBESCHREIBUNG | spanische Pianistin und Musikpädagogin |
| GEBURTSDATUM     | 26. März 1867                          |
| GEBURTSORT       | Sevilla                                |
| STERBEDATUM      | 15. August 1929                        |
| STERBEORT        | Madrid                                 |